# Nomia viridilimbata
Nomia viridilimbata är en biart som beskrevs av Henri Saussure 1890. Nomia viridilimbata ingår i släktet Nomia och familjen vägbin. Inga underarter finns listade i Catalogue of Life.